# Alta Val Tidone
Alta Val Tidone is een Italiaanse gemeente in de provincie Piacenza (PC), onderdeel van de regio Emilia-Romagna. Alta Val Tidone ligt in het westen van de provincie en de regio. Begin 2023 telde Alta Val Tidone 2.907 inwoners. 
De gemeente werd op 1 januari 2018 als een fusiegemeente opgericht door de fusie van de gemeentes Caminata, Nibbiano en Pecorara, na stemming in de drie betrokken gemeenteraden in juli 2016 en een raadgevend referendum dat op 28 mei 2017 werd georganiseerd en waar in elk van de drie betrokken gemeenten een meerderheid voor de fusie werd verkregen. Het gemeentehuis bevindt zich in de frazione Nibbiano.
De gemeente ligt in de uitlopers van de noordelijke Apennijnen. De westelijke gemeente-, provincie- en regiogrens is tevens de grens met de Oltrepò Pavese, de provincie Pavia en de regio Lombardije. Alta Val Tidone ligt in en dankt zijn naam aan de Val Tidone, de vallei van de Tidone, een van de zijrivieren van de Po. Alta Val Tidone ligt in het lagere deel van de vallei. Ook de Tidoncello stroomt door Alta Val Tidone, de rivier is een rechterzijrivier van de Tidone en mondt er ook even voorbij de frazione Nibbiano in uit.
Nibbiano ligt op de rechteroever van de Tidone, op een hoogte van 284 m, stroomopwaarts van de monding van de Tidoncello. Caminata ligt ook op de rechteroever van de Tidone, een paar kilometer stroomopwaarts van Nibbiano, op een hoogte van 364 m, terwijl Pecorara zich in Val Tidoncello bevindt, op de rechteroever van die rivier en op een hoogte van 481 m.
Het wapen van de nieuwe gemeente, toegekend bij decreet van de president van de Republiek van 1 augustus 2019, bevat elementen van de wapens van Nibbiano en Pecorara en een beeldenis van de heilige Columbanus, die als abt van de nabijgelegen abdij in 615 in Bobbio overleed. De vlag herneemt dit wapen op een witte achtergrond omgeven door een blauwe rand. In de vroege middeleeuwen behoorde het gemeentelijk grondgebied aan de Abbazia di San Colombano.
De aangrenzende gemeenten zijn Bobbio, Borgonovo Val Tidone, Colli Verdi (PV), Golferenzo (PV), Pianello Val Tidone, Piozzano, Romagnese (PV), Santa Maria della Versa (PV), Travo, Volpara (PV), Zavattarello (PV) en Ziano Piacentino.
Frazioni in de gemeente zijn naast Caminata, Nibbiano en Pecorara onder meer ook Cicogni, Trebecco en Vallerenzo.

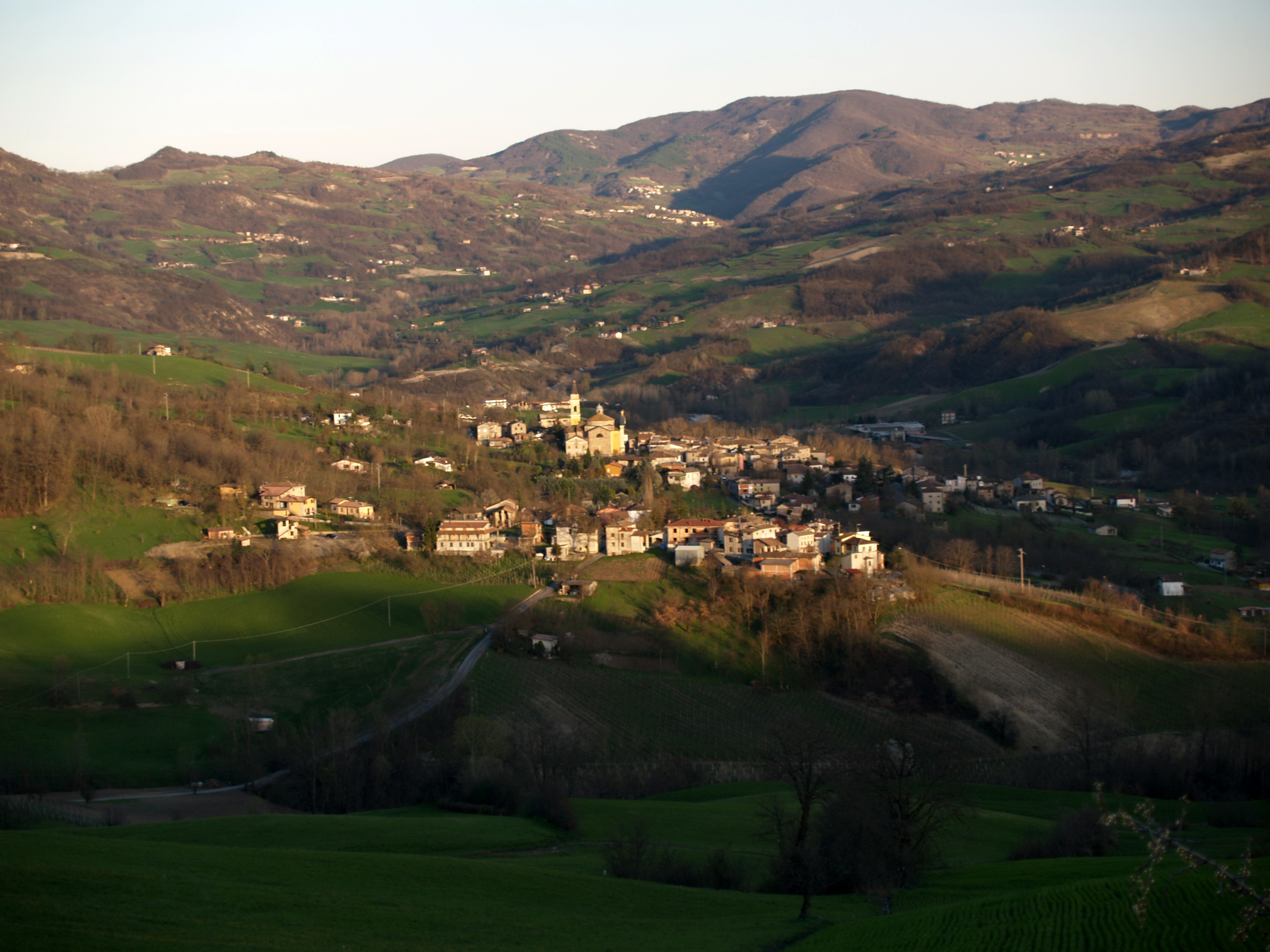
Caminata in de Val Tidone

Agazzano · Alseno · Alta Val Tidone · Besenzone · Bettola · Bobbio · Borgonovo Val Tidone · Cadeo · Calendasco · Caorso · Carpaneto Piacentino · Castel San Giovanni · Castell'Arquato · Castelvetro Piacentino · Cerignale · Coli · Corte Brugnatella · Cortemaggiore · Farini · Ferriere · Fiorenzuola d'Arda · Gazzola · Gossolengo · Gragnano Trebbiense · Gropparello · Lugagnano Val d'Arda · Monticelli d'Ongina · Morfasso · Ottone · Piacenza · Pianello Val Tidone · Piozzano · Podenzano · Ponte dell'Olio · Pontenure · Rivergaro · Rottofreno · San Giorgio Piacentino · San Pietro in Cerro · Sarmato · Travo · Vernasca · Vigolzone · Villanova sull'Arda · Zerba · Ziano Piacentino